# Amalricianos

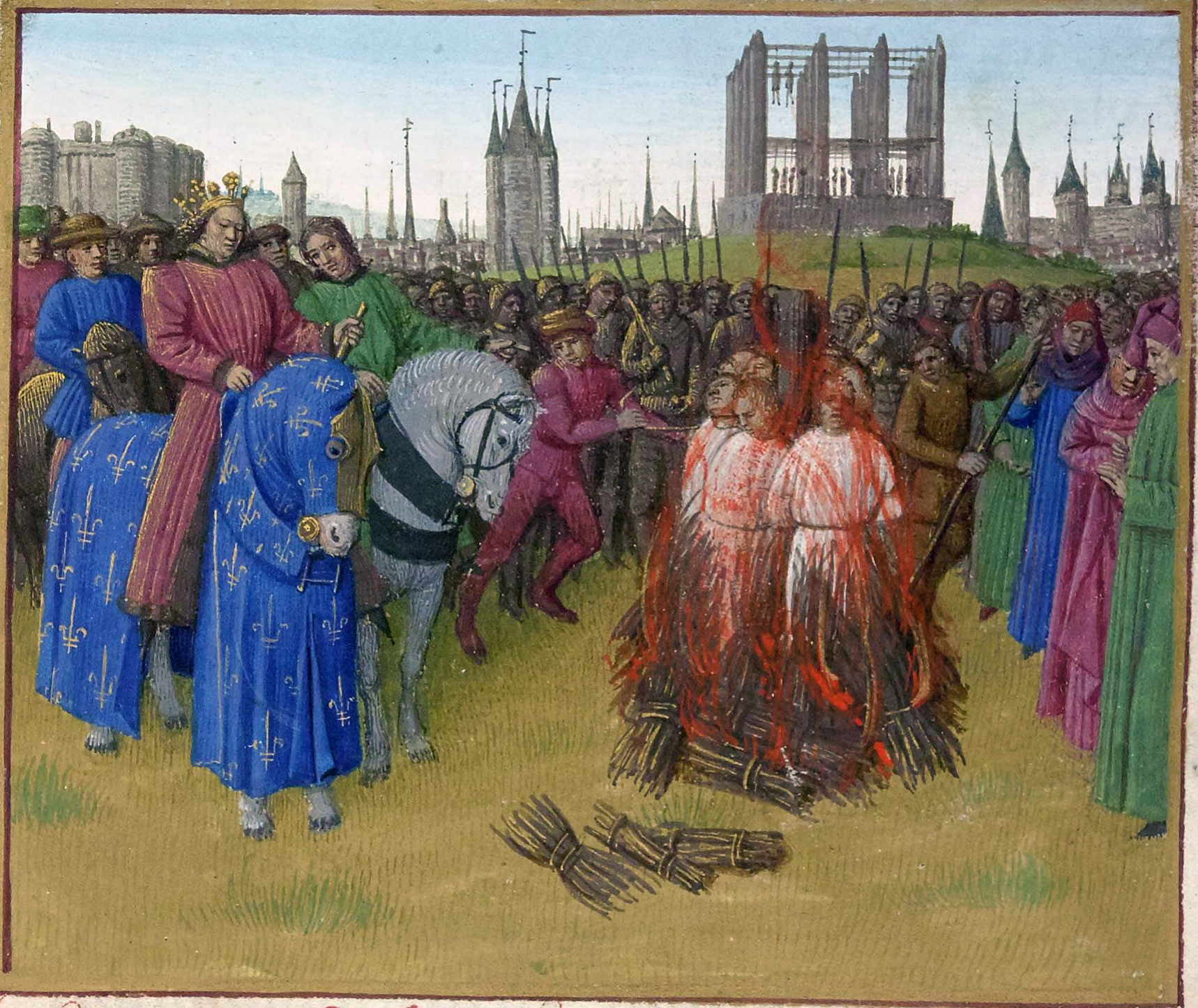
Quema de los amalricianos en 1210, en presencia del rey Felipe II de Francia. Al fondo se ve el Gibbet de Montfaucon y, de forma anacrónica, la Grosse Tour del Temple. Iluminación de las Grandes crónicas de Francia, c. 1255–1260.

Los amalricianos fueron un movimiento panteísta nombrado así por Amalrico de Bena. Se cree que sus creencias influyeron en los Hermanos del Libre Espíritu.
Los inicios de la teología cristiana panteísta medieval se sitúan a comienzos del siglo XIII, con teólogos en París como David de Dinant, Amalrico de Bena y Ortlieb de Estrasburgo, y más tarde se mezclaron con las teorías milenaristas de Joaquín de Fiore.
Catorce seguidores de Amalrico empezaron a predicar que «todas las cosas son Una, porque lo que sea, es Dios». Creían que, tras la era del Padre (la Edad patriarcal) y la era del Hijo (Cristianismo), estaba por llegar una nueva era del Espíritu Santo. Los amalricianos, entre los que había muchos sacerdotes y clérigos, consiguieron durante un tiempo propagar sus creencias sin ser detectados por las autoridades eclesiásticas.
En 1210, Pedro de Nemours, obispo de París, y el caballero Guérin, consejero del rey francés Felipe II Augusto, obtuvieron información secreta de un agente encubierto llamado maestro Ralph. La inteligencia reunida dejó al descubierto el funcionamiento interno de la secta, lo que permitió a las autoridades detener a sus dirigentes y prosélitos. Ese mismo año, un concilio de obispos y doctores de la Universidad de París se reunió para tomar medidas de castigo contra los infractores. Los conversos ignorantes, incluidas muchas mujeres, fueron perdonados. De los principales, cuatro fueron condenados a prisión de por vida. Diez miembros fueron quemados en la hoguera.
Amalrico fue sometido póstumamente a persecución. Además de incluirlo en la condena de sus discípulos, se pronunció contra él una sentencia especial de excomunión en el concilio de 1210, y sus huesos fueron exhumados de su lugar de reposo y arrojados a tierra no consagrada. La doctrina fue condenada de nuevo por el papa Inocencio III en el IV Concilio de Letrán (1215) «como locura más que como herejía», y en 1225 el papa Honorio III condenó la obra de Juan Escoto Erígena, De divisione naturae, de la cual se suponía que Amalrico había derivado los inicios de su herejía.
El movimiento sobrevivió, sin embargo, y seguidores posteriores fueron aún más lejos, evolucionando posiblemente hacia los Hermanos del Libre Espíritu, así como hacia su continuación moderna, con adherentes de la llamada «cristiandad amalriciana» que aún afirman seguir los pasos del propio Amalrico.[cita requerida]

## Contexto histórico

### Amalrico de Bena
Amalrico de Bena (c. 1140/1150–1204) (también conocido como Amalricus de Bena (latín), Amaury de Bène (francés) y Amalrico de Chartres) fue un sacerdote y erudito francés, considerado el fundador e inspiración del grupo religioso. Se sabe poco de sus primeros años, pero se cree que nació en la aldea de Bène, en la región de Chartres. Probablemente recibió su educación en Chartres y posteriormente asistió a la Universidad de París, donde se formó en las Siete Artes Liberales (fr: septem artes liberales). En París obtuvo el grado de Magister artium, que le permitía enseñar en la Facultad de Artes Liberales. Se asume que también recibió órdenes menores antes de su grado y que sus estudios posteriores en teología le valieron una maestría en la Universidad de París. No está claro en qué fecha fue ordenado sacerdote.
Amalrico fue muy apreciado como maestro, especialmente en el campo de la lógica. Su reputación le valió el papel de tutor del hijo mayor y heredero del rey Felipe II Augusto, nacido en 1187 y que más tarde se convirtió en el rey Luis VIII. Es posible que Amalrico también tuviera una relación cercana con el propio príncipe. No obstante, la naturaleza exacta y la duración de su vínculo siguen siendo desconocidas.
Amalrico fue una figura controvertida, conocida por su pensamiento poco convencional y su propensión a contradecir a sus colegas. A diferencia de muchos de sus pares, no enseñaba en la facultad de teología, sino en la de artes liberales; sin embargo, seguía abordando cuestiones teológicas en sus lecciones. Era célebre por desafiar las creencias tradicionales y abogar por perspectivas audaces y marginales, reuniendo una importante grey de estudiantes.
El historiador del siglo XIII Guillermo el Bretón documentó una disputa surgida durante la vida de Amalrico. El conflicto se originó en las controvertidas afirmaciones teológicas de Amalrico. Tras una exposición de Guillermo, Amalrico se enfrentó a la oposición de otros teólogos respecto a sus tesis. A pesar de ello, se mantuvo firme en sus creencias, lo que llevó a la intervención de Inocencio III. Amalrico viajó a Roma para defender sus enseñanzas, pero finalmente fue reprobado por el papa. A su regreso, la universidad lo obligó a retractarse, aunque pareció cumplir solo de forma superficial.
Se dice que esta derrota afectó profundamente a Amalrico, desembocando finalmente en su muerte. Sin embargo, la credibilidad de este relato es discutida entre los investigadores. Algunas fuentes no mencionan intervención alguna del magisterio eclesiástico antes de la muerte de Almalrico, lo que da lugar a informes contradictorios. Una valoración de Ludwig Hödl sostiene que el relato de Guillermo no puede considerarse fiable. Por el contrario, otros académicos como Johannes M. M. H. Thijssen y Paolo Lucentini mantienen una perspectiva distinta, considerando fidedigna la tradición y citándola como el caso documentado más temprano de disputas docentes en la Universidad de París. Si el acontecimiento realmente tuvo lugar, probablemente ocurrió hacia 1204/1205, con la posterior condena de la «herejía» en 1205/1206, pues Amalrico murió en 1205 o 1206.

### Surgimiento y difusión del movimiento amalriciano
Se desconoce si durante la vida de Amalrico existió un grupo cohesionado de individuos que se adhirieran a sus enseñanzas. No obstante, tras su muerte, sus ideas siguieron influyendo en un grupo de personas conocido como «amalricianos» (también llamados Amauriani, beguinas y papelards) compuesto por sus alumnos y seguidores. Este grupo, aunque formado principalmente por clérigos y maestros universitarios, no se limitaba a individuos instruidos.
Los amalricianos procuraron ampliar el alcance de sus ideas más allá del mundo académico de habla latina en el que había residido su maestro. Lograron considerable éxito empleando el vernáculo francés para transmitir su doctrina a un público más amplio. Sus esfuerzos se concentraron principalmente en la provincia eclesiástica de Sens, que incluía no solo la archidiócesis de Sens, sino también las diócesis de Auxerre, Chartres, Meaux, Nevers, Orléans, París, Troyes, así como las diócesis de Amiens y Langres. El movimiento fue propagado por teólogos formados en París, que pasaron a ser párrocos en zonas rurales y predicadores itinerantes.
Conscientes del potencial peligro asociado a sus creencias y prácticas, los amalricianos tuvieron que operar en secreto y con cautela. A pesar de ello, su movimiento ganó un amplio seguimiento, particularmente entre los no instruidos. El movimiento también atrajo a mujeres, algo poco habitual para la época. A menudo se los comparaba con las beguinas y begardos, otro movimiento espiritual considerado una desviación respecto de las prácticas religiosas tradicionales.
Los amalricianos tenían fama de fuerte carácter moral (vitae gravitas) y de llevar una vida de honor e integridad (honestas). Esta reputación contribuyó a la rápida difusión de sus enseñanzas e ideas. Aunque no tenían una jerarquía formal, existían individuos llamados «maiores» que ejercían de líderes y maestros dentro del grupo. Estas personas predicaban sermones y difundían el mensaje de los amalricianos.
No es seguro cuán estrechamente sus creencias se alineaban con las de su fundador. Las enseñanzas de Amalrico se registraron en manuales, como el «sum de doctrina Amalrici», que sirvió de fundamento teórico del movimiento. Sin embargo, se cree que los amalricianos no se atuvieron rígidamente a estas enseñanzas, sino que siguieron desarrollando e introduciendo nuevas ideas tras la muerte de Amalrico. Según Guillermo el Bretón, los amalricianos experimentaron un cambio significativo tras la muerte de Amalrico, del que surgieron nuevas y controvertidas creencias consideradas heréticas. Guillermo escribe que los herejes «idearon errores nuevos e inauditos y diabólicas invenciones».

### Exposición del movimiento
Existen dos relatos contemporáneos sobre la exposición de las actividades amalricianas por parte del magisterio eclesiástico en la Edad Media. El primero fue documentado por Guillermo el Bretón, mientras que el segundo, más detallado, se halla en el Dialogus miraculorum (Diálogo sobre los milagros) de Cesáreo de Heisterbach, escrito en 1223.
Según Guillermo, la noticia de la herejía fue llevada discretamente a la atención del obispo de París, Pedro de Nemours (también conocido como Pierre II de la Chapelle). También se informó a Guérin (Garinus), canciller de Francia e influyente consejero del rey Felipe II. Para recabar más información, ambos dignatarios enviaron a Radulf de Namur, un maestro hábil, a infiltrarse secretamente entre los amalricianos haciéndose pasar por seguidor. Descrito por Guillermo como un católico astuto y devoto, Radulf se ganó la confianza del grupo y pudo reunir pruebas incriminatorias mediante conversaciones confidenciales. Una vez recabada suficiente información, informó a las autoridades y los amalricianos fueron finalmente arrestados y llevados a París.
Cesáreo de Heisterbach ofrece un relato comparable pero más detallado. Según sus escritos, un hombre llamado Guillermo «el Orfebre», seguidor del movimiento amalriciano, se acercó a Rudolf (también conocido como Radulf) de Namur y afirmó falsamente ser un mensajero de Dios. Es importante señalar que el título de «Orfebre» fue, con toda probabilidad, un epíteto relativo a su trabajo en la alquimia y no indicaba su formación como teólogo. Guillermo propagaba la creencia de que había llegado una nueva era del Espíritu Santo, en la que los sacramentos de la Iglesia quedaban obsoletos. Afirmaba además ser uno de los siete hombres elegidos a través de los cuales se revelaría el Espíritu Santo. Además, intentó ganarse el favor de Felipe II profetizando que en esta nueva era todos los imperios quedarían bajo el dominio del rey de Francia.
Al ser interpelado, Radulf preguntó a Guillermo si tenía correligionarios que compartieran sus supuestas creencias. Este respondió que en efecto había muchos afines, y citó nombres concretos. Al reconocer la amenaza potencial que esta herejía suponía para la Iglesia, Radulf informó de su encuentro con Guillermo al obispo de París y a teólogos prominentes. Estos autorizaron a Radulf y a otro sacerdote a engañar a los amalricianos fingiendo ser uno de ellos e investigando su doctrina. A cambio, se les prometió la absolución de sus pecados.
Según el relato de Cesáreo, Radulf y su colega sacerdote siguieron diligentemente las instrucciones del obispo. Junto con predicadores itinerantes amalricianos, recorrieron las diócesis de París, Langres, Troyes y la archidiócesis de Sens, encontrando a numerosos seguidores del movimiento. Para ganarse la confianza de estos, Radulf miraba de vez en cuando hacia arriba fingiendo una experiencia espiritual, relatando después sus supuestas visiones al grupo. Finalmente, los dos espías informaron de sus hallazgos al obispo de París, quien tomó medidas y dispuso la aprehensión de los maestros heréticos.
Catorce dirigentes del movimiento amalriciano fueron detenidos en diversos lugares. Estos líderes eran conocidos por su nombre y se creía que eran en su mayoría clérigos. De los catorce, tres eran maestros y siete habían recibido formación teológica en la universidad. Tras su arresto, fueron interrogados de inmediato sobre sus creencias y enseñanzas, tomando Radulf notas. En lugar de adoptar un enfoque violento, la Iglesia trabajó estrechamente con teólogos de la universidad para evaluar y comprender la herejía difundida. Se cree que se formó una comisión específicamente con este fin, con objeto de evaluar la situación de forma minuciosa y experta. Los únicos individuos objeto de persecución fueron los maiores, es decir, los portavoces instruidos del movimiento amalriciano, que además pertenecían al clero. Guillermo el Bretón informa de que el obispo de París se abstuvo de procesar o castigar a las mujeres o al pueblo llano que había sido engañado por los maiores.
Evidentemente, las autoridades eclesiásticas tuvieron noticia de la herejía emergente a finales de 1209 o comienzos de 1210. A partir de entonces, los amalricianos fueron estrechamente vigilados durante varios meses para reunir pruebas contra ellos. Su arresto tuvo lugar probablemente en mayo o junio de 1210. Debido a su condición de clérigos, la distribución de competencias entre Estado e Iglesia requería cierta sensibilidad a la hora de actuar contra ellos.
El rey Felipe II de Francia emitió un decreto en mayo de 1210, que se cree relacionado con el encarcelamiento de los amalricianos. Este decreto detallaba los protocolos que las autoridades estatales debían seguir en los casos en que los delitos fueran cometidos por miembros del clero. Hacía hincapié en que tales delitos caían bajo la jurisdicción de la Iglesia y que los individuos debían ser entregados a su autoridad.

### Condena y ejecución de miembros
El juicio de los amalricianos reviste particular relevancia histórica en el desarrollo del derecho canónico. Marcó la primera instancia documentada de la aplicación de los nuevos procedimientos introducidos por Inocencio III para el proceso inquisitorial. Inocencio III había establecido pautas para la celebración de juicios por herejía en decretales papales, que posteriormente se incluyeron en el código jurídico de la Iglesia de 1210 en la «tercera colección» de derecho canónico conocida como Collectio tertia. Los juicios por herejía se celebraban en la Iglesia, otorgando a los jueces considerable autoridad para determinar los hechos del caso. Esto incluía la posibilidad de realizar interrogatorios, tomar declaración a testigos y, en su caso, solicitar el parecer de un panel de teólogos.
Se conserva un fragmento de expedientes que arroja luz sobre las prácticas de interrogatorio de la época. El documento contiene confesiones de cuatro individuos que fueron interrogados en el tribunal. La acusación, conocida como cedula, enumeraba los artículos de imputación y se leía al acusado en presencia del obispo. También se declaraban los «errores» o creencias heréticas que se imputaban al individuo. Al acusado se le brindaba la oportunidad de confirmar que entendía las acusaciones y podía negarlas o declararse culpable. Los cuatro acusados admitieron su error y culpa, y uno afirmó comprender parcialmente la acusación. Se señala que no se recurrió a la tortura para obtener estas confesiones, ya que los acusados facilitaron la información voluntariamente. Según las fuentes, algunos miembros del grupo amalriciano no negaron el delito, sino que defendieron sus creencias heréticas. Por ejemplo, un acusado llamado Bernhard afirmó que, en cuanto ser divino (in quantum erat), no podía ser quemado ni dañado por la tortura, puesto que se veía a sí mismo como Dios. Con ello, Bernhard se refería a la creencia de que la autoridad divina puede hallarse dentro de los seres humanos, lo cual constituye la esencia de la persona y permanece inalterable ante las vicisitudes de la fortuna.
Se alcanzó un veredicto tras un minucioso proceso probatorio. Dado que los acusados eran clérigos, la decisión no podía ser tomada únicamente por el obispo de París. Según las normas del derecho canónico, un sínodo provincial de la provincia eclesiástica competente debía aprobar la condena. En el caso de un acusado que fuese sacerdote, se requería la participación de al menos seis obispos. En consecuencia, el asunto fue remitido a un sínodo reunido en París bajo la dirección del arzobispo de Sens, Pedro de Corbeil. En ese momento, la diócesis de París estaba bajo la jurisdicción de la provincia eclesiástica de Sens. Es posible que el sínodo se convocara específicamente para condenar a los amalricianos, y probablemente tuvo lugar en septiembre u octubre de 1210. Junto con el arzobispo, la asamblea estuvo compuesta por los obispos de París (Pierre II de la Chapelle), Orléans (Manassé de Seignelay), Troyes (Hervée de Troyes), Nevers (Guillaume I de Saint-Lazare), Meaux (Geoffroi de Tressy), Chartres (Renaud de Bar) y Auxerre (Guillaume de Seignelay). También asistieron representantes de la Universidad de París, incluidos maestros de teología. Si bien todos los miembros de la asamblea estaban presentes como asesores, solo el arzobispo ejercía como juez. Debido a las confesiones reunidas y a la profesión abierta de creencias heréticas por parte de algunos amalricianos, el veredicto de culpabilidad era inevitable, sin que quedara duda de que el delito cometido era efectivamente herejía y exigía condena.